# Książę Xawery
Książę Ksawery (dawna pisownia Książę Xawery) – parowy wiślany statek pasażerski Królestwa Polskiego (środkowej Wisły) o napędzie bocznokołowym. Pływał w rejonie Warszawy.
"Książę Ksawery" wraz ze statkiem "Victory" były pierwszymi statkami parowymi eksploatowanymi na ziemiach polskich (określanymi wówczas jako paropływy). Zostały zakupione przez przemysłowca Konstantego Wolickiego w Anglii i sprowadzone do Gdańska w czerwcu 1827 roku. Przedsięwzięciu patronował książę Franciszek Ksawery Drucki Lubecki, na cześć którego został nazwany statek. "Książę Xawery" został zbudowany w Yarmouth, miał maszynę o mocy 60 KM (w części relacji podawano 40 KM). Prawdopodobnie miał drewniany kadłub z bukszprytem, duże koła łopatkowe w blaszanych obudowach i pomocnicze ożaglowanie. Koszt zakupu statku jedno ze źródeł podaje na 298 tysięcy złotych.
Po przyjściu statków do pruskiego wówczas Gdańska, pod banderą rosyjską z polskim orłem w lewym górnym polu, wywoływały one ogromne zainteresowanie. 29 czerwca 1827 generalny konsul rosyjski wyprawił przyjęcie na "Victory", holowanym przez "Księcia Xawerego" z uwagi na niesprawność jego maszyny. "Książę Xawery" początkowo pozostał w Gdańsku, czarterowany przez gdańską firmę Almonde & Behrend, używany jako holownik dla statków wchodzących i wychodzących z portu, oraz do rejsów wycieczkowych. Pierwszy rejs wycieczkowy z 65 pasażerami odbył do Sopotu 15 lipca 1827. Początkowo kapitanem był Anglik, a statek pływał w czarterze pod banderą pruską. Pod koniec 1830 roku Konstanty Wolicki zdecydował sprowadzić "Księcia Xawerego" do Warszawy, jednakże zamiar ten nie powiódł się z uwagi na zbyt duże zanurzenie statku morskiego. Dalszy jego los nie jest jasny; według jednej relacji został sprzedany na Zalew Wiślany, gdzie służył do wywożenia mułu wydobywanego przez pogłębiarki i ściągania z mielizn statków (w relacji z 1836 roku występuje jako "Książę Lubecki").

## Dane
- armator: Konstanty Wolicki
- miejsce budowy: Yarmouth, Anglia
- maszyna parowa
  - moc: 60 KM[1].

## Historia
- czerwiec 1827 r. – rozpoczęcie służby[1].
- 1836? r. – sprzedany na Zalew Wiślany?

## Literatura
- Witold Arkuszewski: Wiślane statki pasażerskie XIX i XX wieku. Gdańsk: Wydawnictwo Ossolineum, 1973.
- Jerzy Miciński: Księga statków polskich: 1918-1945. T. 1. Gdańsk: Polnord, Oskar, 1996. ISBN 83-86181-23-0.